# 钦契河岸

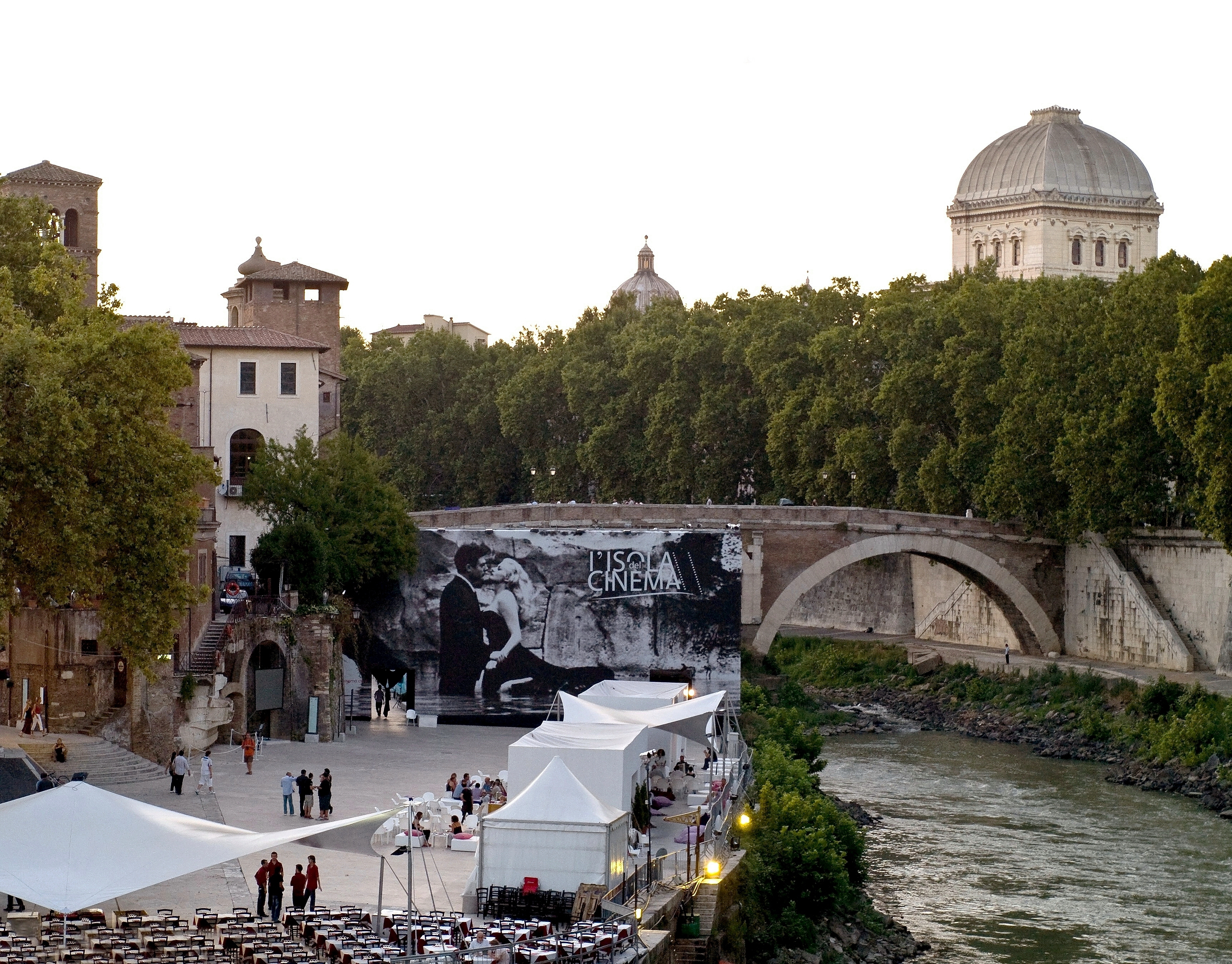

钦契河岸（Lungotevere De' Cenci）是意大利罗马圣安杰洛区和雷戈拉区的一段台伯河岸，连接 加里波第桥和法布里奇奥桥。
河岸得名于钦契家族，文艺复兴时期罗马悲剧故事的主角.
它位于卡比托利欧山和台伯岛之间;在它的主要地标之中，有折中主义风格的罗马大犹太会堂及附设的罗马犹太社区博物馆；在圣殿街拐角处是Villino Astengo，建于1914年，新艺术运动风格。它的设计师是 Ezio Garroni, 装饰者是 Giuseppe Zina。